# Fronteira Indonésia–Timor-Leste
A fronteira entre Indonésia e Timor-Leste é a linha com cerca de 228 km de extensão, separando os territórios da Indonésia e de Timor-Leste, na ilha de Timor. Tem dois trechos: o principal, e a linha que circunda Oecusse.

## História
Foi inicialmente estabelecida em 1851, com alteração em 1859, como fronteira entre as possessões portuguesas e neerlandesas através da divisão dos reinos timorenses de Servião e Belos. Em 1904 foi assinada na Haia uma convenção luso-neerlandesa para descrição da fronteira, tendo sido feitas mais alterações Posteriormente, foi modificado por sentença arbitral de 1914..
Após a independência de Timor-Leste, a fronteira foi regida por um acordo fronteiriço preliminar, que cobre cerca de 90% da extensão da fronteira terrestre, assinado em 30 de junho de 2004 pelos ministros dos assuntos externos Hassan Wirajuda (da Indonésia) e José Ramos-Horta (de Timor-Leste). Um acordo assinado em setembro de 2006 abrangia como trechos de concordância 97% da extensão da fronteira. Em outubro de 2007, um acordo final não estava ainda concluído.
Em finais de 2008 os ministros dos Negócios Estrangeiros de Timor-Leste, Zacarias da Costa, e da Indonésia, Hassan Wirajuda, anunciaram em Jacarta a assinatura de um acordo fronteiriço entre os dois países até Janeiro de 2009. Segundo o despacho da agência noticiosa Lusa, "«A Indonésia reconhece, no sub-distrito de Passabe (sul de Oecusse), num terreno onde há hortas de camponeses indonésios, um pedaço de território com soberania de Timor-Leste, mas que desde 1962 está ocupado por agricultores indonésios. Uma situação semelhante acontece com o ilhéu de Fatu Sinai, território da Indonésia que é usado há várias gerações pelos timorenses de Oecussi para a realização de cerimónias tradicionais»."

## Passagens fronteiriças
O ponto de acesso para quem circula entre Indonésia e Timor-Leste na direção de Díli é Batugade, onde se encontram os postos fronteiriços principais.

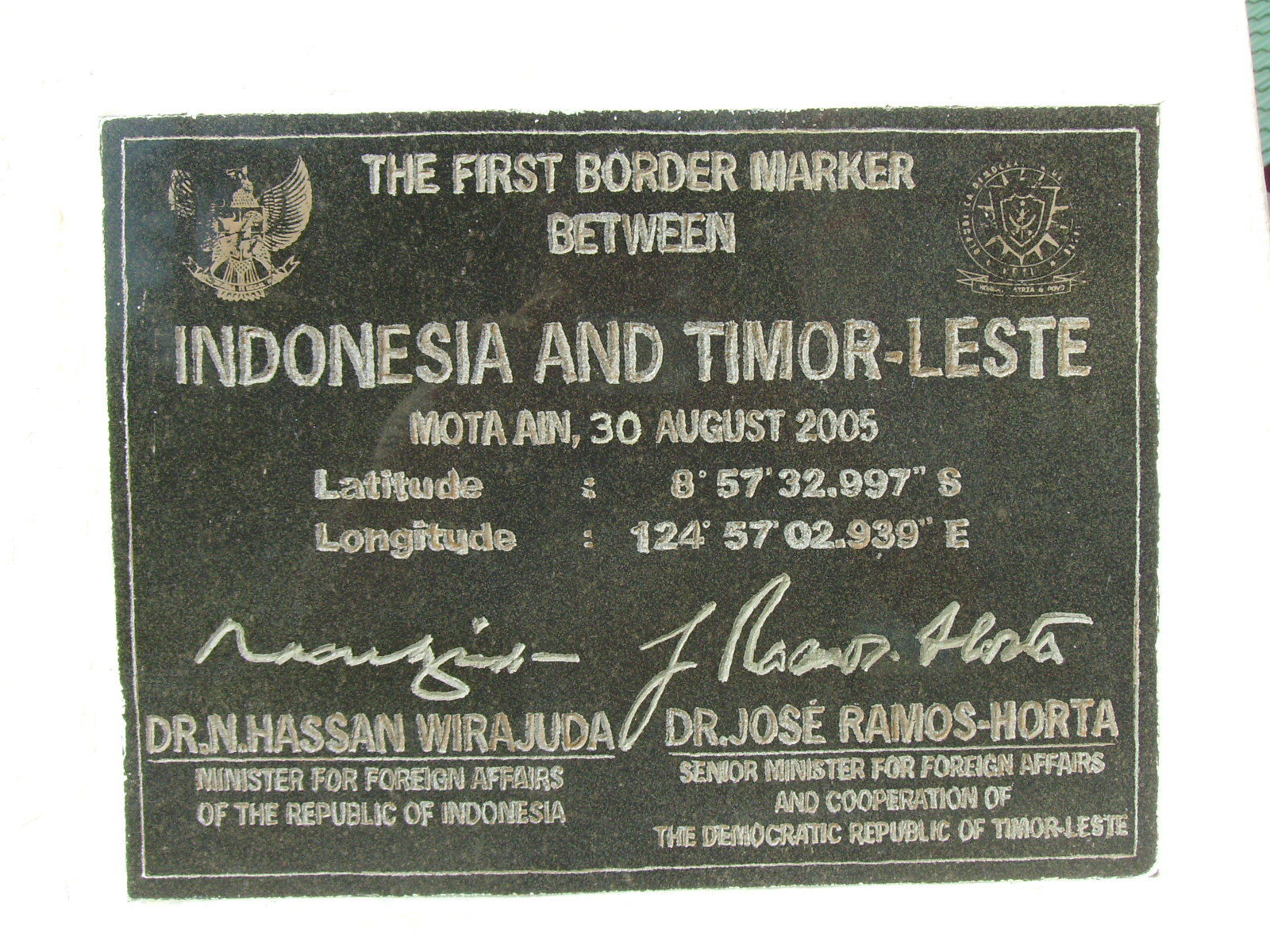
Placa comemorativa de marcação da fronteira oficial
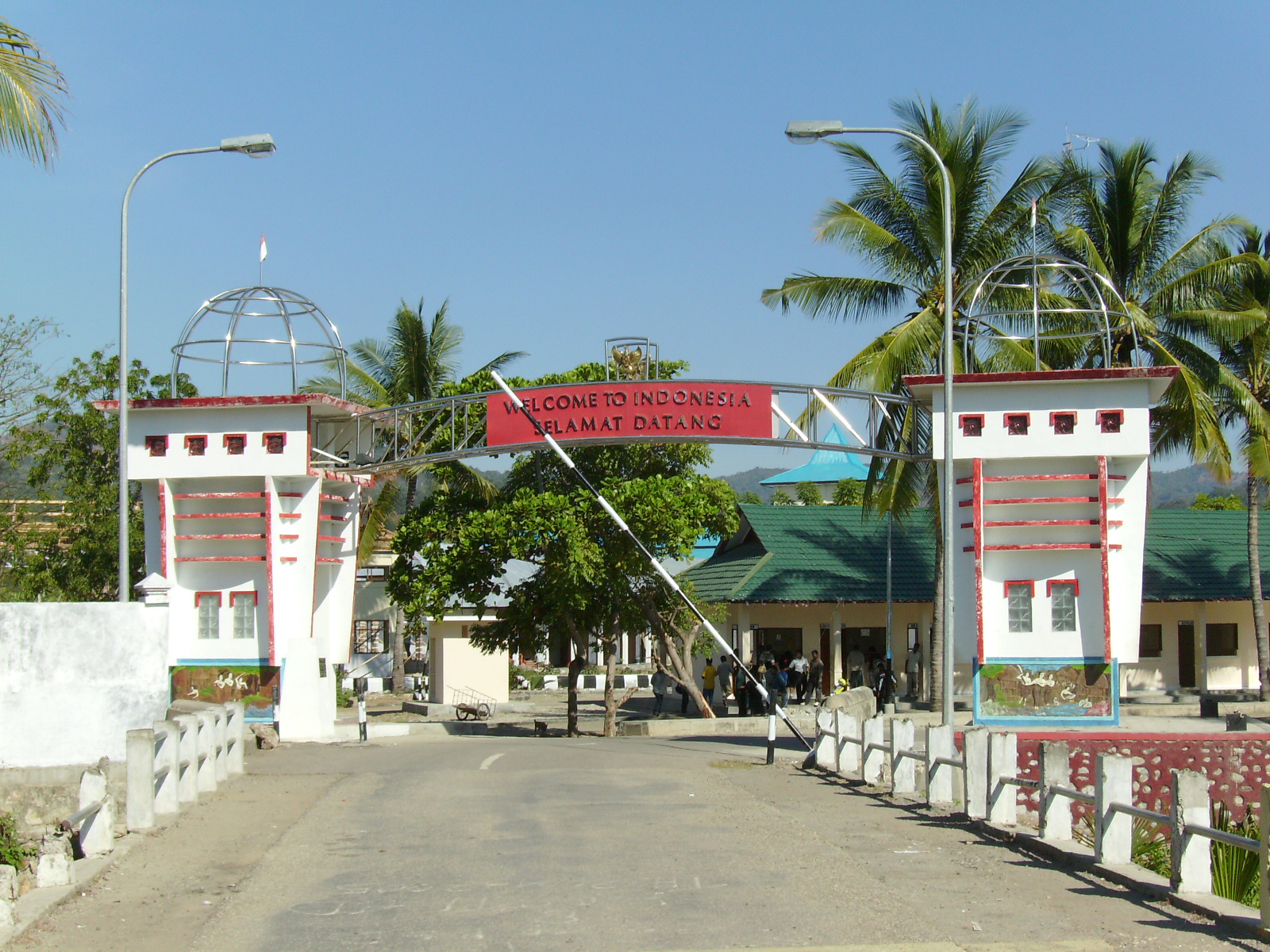
Posto fronteiriço indonésio
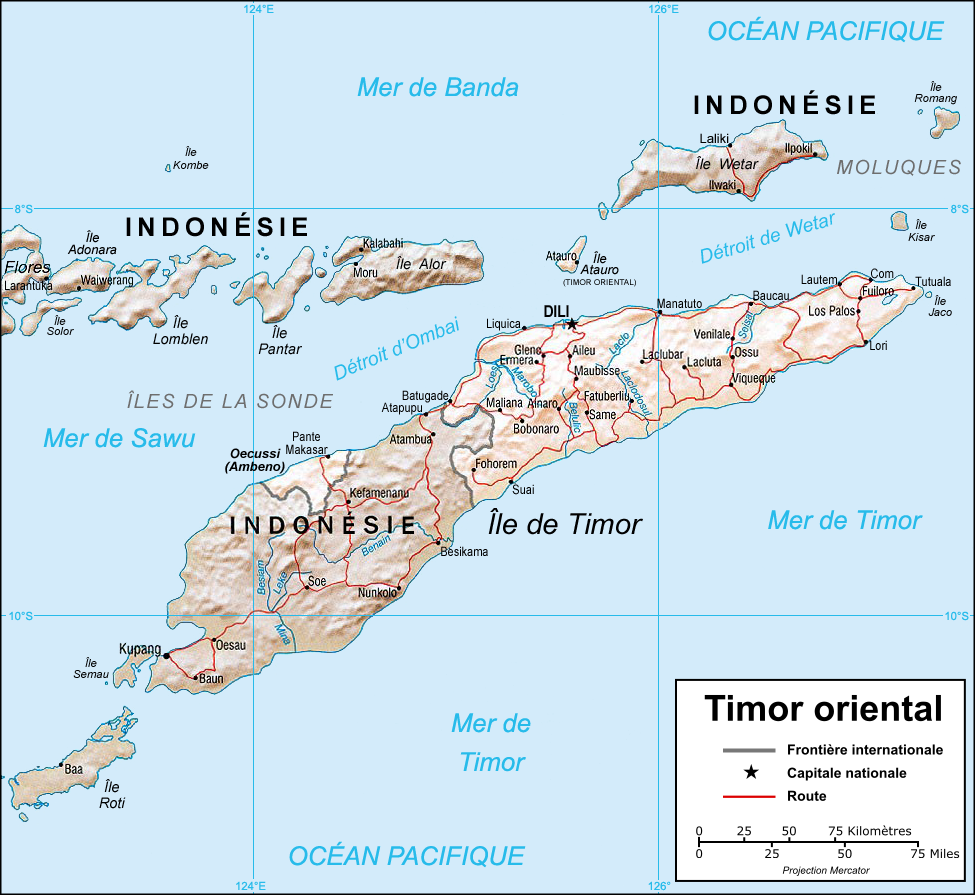
Mapa da ilha de Timor